# 長岡市教育委員会
長岡市教育委員会（ながおかしきょういくいいんかい）は、新潟県に位置する長岡市の組織。長岡市内の教育に関連した調査などを行う行政委員会である。

## 組織
- 教育総務課
- 教育施設課
- 学務課
- 学校教育課
- 子供・子育て課
- 保育課
- 部活動地域移行室
- 子供・青少年相談センター
- 教育センター
- 子ども家庭センター
- 中央図書館
- 科学博物館[2]